# سینسیناتی بنگالز

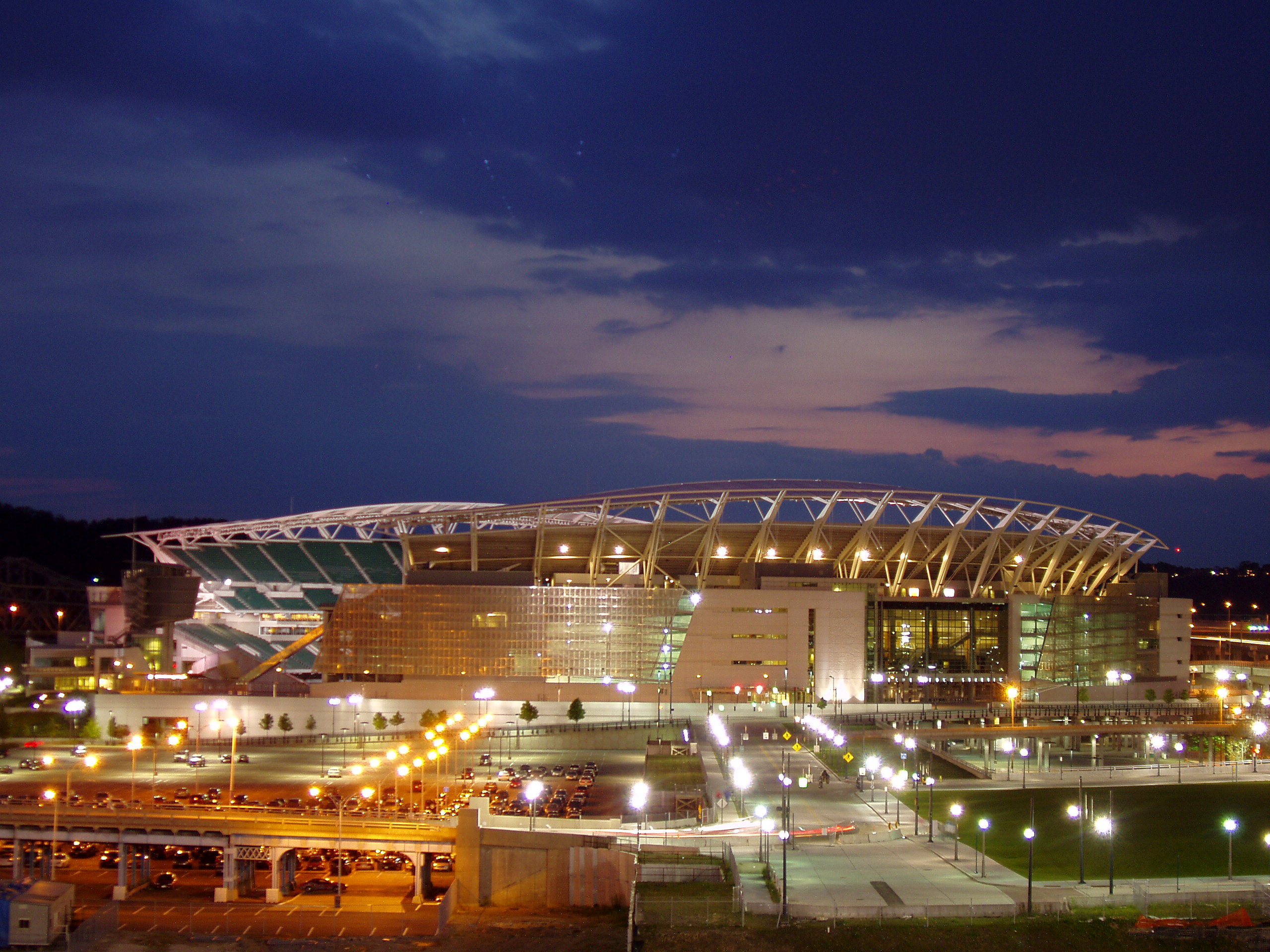

تیم فوتبال آمریکایی سینسینتی بنگالز (به انگلیسی: Cincinnati Bengals) از شهر سینسینتی در ایالت اوهایو می‌باشد.
این تیم عضو لیگ ملی فوتبال آمریکا است.
ورزشگاه خانه این تیم ورزشگاه پل براون (به انگلیسی: Paul Brown Stadium) نام دارد.
از میان ایرانیان آمریکا در این تیم می‌توان به تورج هوشمندزاده اشاره کرد.

## وب‌گاه رسمی
- وبگاه رسمی تیم